# Đảo Schmidt
Đảo Schmidt, (tiếng Nga: остров Шмидта) là một phần của nhóm đảo Severnaya Zemlya tại vùng Bắc cực của Nga. Hòn đảo được đặt tên theo nhà kho học Xô viết và người đứng đầu đầu tiên của Trưởng ban Giám đốc Tuyến Hàng hải Phương Bắc, Otto Schmidt. Hòn đảo nằm ở cực tây bắc của quần đảo và nằm hơi thấp về phía nam so với mũi Bắc cực trên đảo Komsomolets vầ tách biệt đáng kể so với phần còn lại của nhóm Severnaya Zemlya.
Schmidt có diện tích 467 km2 (180 dặm vuông Anh) và gần như toàn bộ bị chỏm băng Schmidt bao phủ. Do vị trí của mình, khí hậu trên đảo lạnh hơn phần còn lại của quần đảo.